# Wilhelm Hillebrand (Mediziner)

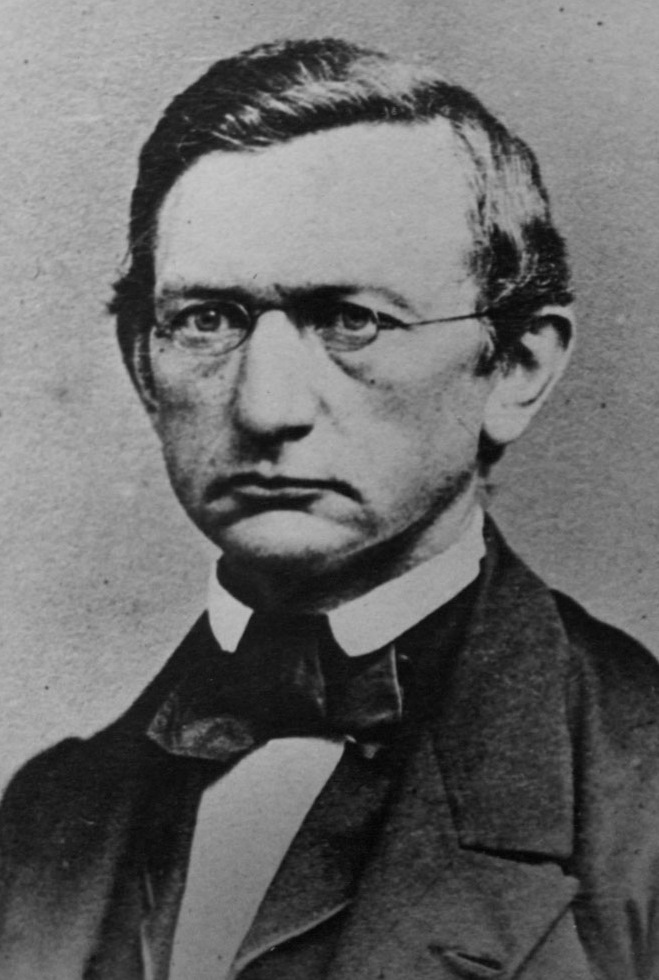
Wilhelm Hillebrand

Wilhelm Hillebrand (in den USA auch William Hillebrand) (* 13. November 1821 in Nieheim, Westfalen; † 13. Juli 1886 in Heidelberg) war ein deutscher Arzt und Botaniker. Sein offizielles botanisches Autorenkürzel lautet „Hillebr.“
Er war der Vater des Chemikers William Francis Hillebrand.

## Leben
Als Sohn eines Richters studierte Hillebrand Medizin in Göttingen, Heidelberg und Berlin. Er war Mitglied der Corps Hanseatia Göttingen und Saxo-Borussia (1842). An der Friedrich-Wilhelms-Universität promovierte er 1844 zum Dr. med.

### Von Paderborn nach Hawaii
Nach dem Examen praktizierte er als Arzt in Paderborn. Aufgrund einer Lungenkrankheit zog es ihn in wärmere Gefilde. 1849 ging er zunächst nach Australien, dann auf die Philippinen, wo er ebenfalls als Arzt praktizierte. 
Er zog weiter nach San Francisco und (auf den Spuren Adelbert von Chamissos)  1850 in das Königreich Hawaiʻi. Auch hier als Arzt tätig, gründete er die Medizinische Vereinigung Hawaiis. König Kamehameha IV. bestellte ihn 1858 zum Leibarzt der königlichen Familie. In seinem Auftrag reiste Hillebrand mit seiner Frau und dem Sohn William 1865 nach China, Hongkong, Java und Indien, um Arbeitskräfte für Hawaiis Zuckerplantagen zu finden. So kamen viele Chinesen und Portugiesen in das Land.  
Hillebrand gründete Wohlfahrtseinrichtungen und engagierte sich in einer Immigrationskommission und im Kampf gegen die Lepra. König Kamehameha V., der dem Inselreich 1864 eine Konstitution gegeben hatte, berief Hillebrand 1865 in den Geheimen Rat.

### Heimkehr
Wohl wegen seiner labilen Gesundheit übersiedelte Hillebrand 1872 nach Madeira und Teneriffa. 1877 nach Heidelberg zurückgekehrt, hielt er noch bis 1880 Kontakt nach Honolulu. Als die Pläne für eine Rückkehr  aussichtslos wurden, verkaufte er sein Anwesen und den Park an Thomas Foster, der dem Botanischen Garten seinen Namen gab.

## Botaniker
Schon vor der Zeit in Hawaii sammelte Hillebrand Pflanzen. Er entdeckte 250 neue Arten. Auf den Archipel brachte er Kulturpflanzen wie die Litschi, die noch heute profitabel angebaut wird. 

### Akademische Arbeit
1871/72 lebte Hillebrand in Cambridge, Massachusetts, um an der dortigen Universität mit Hilfe des Harvard-Botanikers Asa Gray sein Werk über die Flora auf Hawaii fertigzustellen. Getrocknetes Saatgut überließ er dem National Herbarium in Melbourne. 

### Foster Botanical Garden
1855 kaufte Hillebrand ein zwei Hektar großes Grundstück mitten in Oʻahu, das er mit einheimischen und eingeführten Pflanzen zum ältesten tropischen botanischen Garten machte. Ein Kapokbaum hat bis heute überdauert. Vor Hillebrands Tod kaufte Thomas Foster den Garten, den er 1930 der Stadt Honolulu schenkte. Sein Herzstück ist die Orchideensammlung.

### Widmungen
Ihm zu Ehren wurden Veronica hillebrandii, Pheballium hillebrandii, Calamagrostis hillebrandii und die Pflanzengattung Hillebrandia (mit der einzigen Art Hillebrandia sandwicensis auf Hawaii) aus der Familie der Schiefblattgewächse (Begoniaceae) benannt.

## Werke
- Flora of the Hawaiian Islands, 1888 (postum)